# Isabella Echeverri
Isabella Echeverri Restrepo (* 16. Juni 1994 in Medellín) ist eine kolumbianische Fußballspielerin. Sie spielt derzeit auf der Position der Mittelfeldspielerin für die Kolumbianische Fußballnationalmannschaft der Frauen und den FC Sevilla.

## Karriere

### Vereinsfußball
Echeverri wuchs in Kolumbien auf. 2012 ging sie in die Vereinigten Staaten, um an der University of Toledo zu studieren und für die Toledo Rockets Fußball zu spielen. Die National Collegiate Athletic Association (NCAA) erteilte ihr jedoch vor 2014 keine Spielerlaubnis. Seit 2016 spielt sie zusätzlich für die Houston Aces. Für die Saison 2019/20 wechselte Echeverri zum spanischen Erstligisten FC Sevilla.

### Nationalmannschaft
Echeverri wurde 2011 in die U-20-Nationalmannschaft Kolumbiens berufen, wo sie bis 2013 aktiv war. 2014 erhielt sie ihre erste Berufung in die A-Nationalmannschaft. Bei der Copa América Femenina 2014 erzielte sie gegen Ecuador ihr erstes Tor für die A-Nationalmannschaft. Bei der 
Weltmeisterschaft 2015 spielte sie im Spiel gegen Frankreich für drei Minuten.
Für die olympischen Sommerspiele 2016 wurde Echeverri in den kolumbianischen Kader berufen.